# 文懿
文懿（1793年—？），原名文敏，字子研，号静樓，费莫氏，满洲正蓝旗人。嘉慶庚午科舉人，道光癸未科進士，任戶部陝西司主事，誥授奉直大夫。

## 家族
- 曾祖赋勒赫，刑部郎中；
- 祖斐成，知府；
- 父富兆；
- 妻于痺鲁氏；
- 堂弟文達，嘉庆甲戌进士；
- 弟文蔚，嘉庆庚辰进士；
- 弟文煜，武英殿大学士，谥文達；
- 侄志和，咸丰壬子进士；
- 从堂侄志琮，光绪戊戌进士。